# Дом «У Золотого колокольчика»
Дом «У Золотого колокольчика» (чеш. Dům U Zlatého zvonku, Dům U Zlatého zvonečku) — историческое здание в Праге. Находится в Старом городе, на улице У Раднице, 4. Он стоит между домами «У Золотого фазана» и «У Золотобоя». Охраняется как памятник культуры Чешской Республики.
Современный дом примерно был построен примерно в 1840 году на романском и готическом фундаменте из частей первоначальных двух домов, в северной части находился относительно большой дом, южная часть была частью романского двора, центр которого находился на месте сегодняшний дома «У Золотого фазана». Обе эти части были соединены только в 1801—1802 годах. Дом был перестроен в его современномвиде до 1841 года. От первоначальных зданий сохранились только подвалы и периметры стен.
Дом трёхэтажный (с учётом этажа аркады — четырёхэтажный). Внизу здания расположены две широкие полукруглые аркады, облицованные ромбовидными гипсовыми полосами. Окна первого этажа без ставней, межоконные промежутки разделены парами тонких перекладин. Второй этаж аналогичный, между окнами плоские пилястры богатого профиля. На третьем этаже между окнами также расположены пилястры.